# 馬岱
馬岱（176年后—235年後），司隸右扶風茂陵人，三国蜀漢重要將領，馬騰的侄輩，馬超的堂弟，官至蜀漢平北将军，封陈仓侯。

## 生平
由於相關史料缺乏，馬岱很有可能隨馬超征伐四方。222年，馬超臨終之時將身為唯一宗親的馬岱託付於劉備。

### 史料記載
234年，諸葛亮死后，魏延与楊儀因為爭權，馬岱奉杨仪之命率軍斬殺魏延。235年，馬岱率眾伐魏，被牛金所擊退。此後再無關於馬岱的記載。

## 家庭成员

### 先世
- 祖父：马平，曾任天水郡兰干县尉。[3]
- 伯父：马腾，后因马超起兵反曹被杀。

### 堂兄弟
- 马超，汉末军阀之一，蜀汉骠骑将军，斄乡侯。
- 马休，被召进京为奉车都尉，后因马超起兵反曹被杀。
- 马铁，被召进京为骑都尉，后因马超起兵反曹被杀。

## 轶事

### 表字
- 德山：此说源于宋本《北堂书钞》引用谢承《后汉书》的记载[4]。按陈俞本[5]，宋本《北堂书钞》可能将冯岱[6]之名抄错为马岱。
- 伯瞻：此说源于日本的三国研究者在《扶风县乡土志》 发现的记载[7]。然而《晋江县志》[8]、《江都县志》[9]和《甘泉县志》[10]记载明朝时的马岱有相同的表字，并且它们的年代要早于《扶风县乡土志》。因此《扶风县乡土志》可能将明朝时的马岱误认为三国时的马岱而错误记载。
- 仲华：此说源于民国时期周大荒所著的小说《反三国演义（又名反三国志、超·三国志）》中作者给马岱起的字，是否有任何依据，作者似乎没有说明。

### 避难
- 《山西通志》记载，马岱避难，改名黄岩，后来和马超相认才还名马岱。[11]

### 后人
- 《清史稿》中记载，马岱的后人居住在黎州，今四川省漢源縣北。[12]

## 评价
- 马超：“惟有从弟岱，当为微宗血食之继。”（《三国志·蜀书·关张马黄赵传第六》）
- 陈公笃：“延因争功夺柩而叛，幸侯早伏马岱以诛之，否则蜀漠早危。”（《公笃相法·上篇卷一》）

## 艺术形象

### 三國演義
- 在古典章回小說《三國演義》中，馬岱比正史所載的更為活躍。馬岱初登場於第五十七回，作為征西將軍馬騰的族子，他負責陪同馬騰奉天子詔從西涼進許昌。馬騰與黃奎密謀殺曹操報國，不幸事泄，西涼軍受曹操軍隊襲擊，馬騰與兒子馬休、馬鐵俱死於許昌。曹操下令追殺馬岱，馬岱卻早已扮作客商逃回西涼。此後馬岱與龐德同為馬超的親信，並擔任西涼軍先鋒，隨軍東征潼關、長安。戰陣上的馬岱使一口寶刀，初陣只以一回合便殺退保守長安的钟进。後來一直在馬超手下參與了潼關之戰、冀城之戰。

- 第六十五回，馬超投奔漢中張魯及奉命前往葭萌關與劉備軍接戰，馬岱亦隨行。此役中馬岱首戰對手是猛將魏延，戰十合後馬岱退走，魏延追擊時被馬岱回身一箭射傷左臂，令魏延敗戰而退。此時另一猛將張飛接應魏延，與馬岱交戰，馬岱戰十合不敵而退。後來馬超與張飛鏖戰，不分勝負。在諸葛亮的施計下，馬超向劉備投降，馬岱亦隨投劉備軍中。

- 成為劉備軍帳下武將初期，馬岱的表現並不活躍。直至第八十一回，劉備興兵討伐孫吳，馬岱受命輔助馬超、魏延保守漢中。

- 諸葛亮南征時，馬岱本非南征軍前線，奉劉禪命從成都解暑藥及糧食至諸葛亮軍前，便留下成為南征軍中活躍將佐。諸葛亮起初要用馬岱從成都帶來的三千兵馬時，馬岱深明大義地說：「皆是朝廷軍馬，何分彼我？丞相要用，雖死不辭。」可見其忠勇。在南征之役中，馬岱作戰相當勇猛，與趙雲、魏延等勇將並列，常受諸葛亮密計行事，並能妥善完成任務。首戰一合便斬殺蠻將忙牙長，並掩殺敗退的蠻將董荼那，董荼那因感諸葛亮釋放之恩，刻意戰敗，向蠻王孟獲表示「馬岱英雄，抵敵不住」。後來更兩度生擒孟獲，亦曾活捉祝融夫人。

- 完成南征後，馬岱又隨諸葛亮北伐，當時其官階為「兼管運糧左軍領兵使平北將軍陳倉侯」。北伐期間，馬岱多番與魏延、姜維、王平、張翼、張嶷等將共同出戰，同樣表現活躍。在第九十四回中，諸葛亮以馬岱久居隴中，深知羌人之性，因此負責充任嚮導，帶領關興、張苞對抗羌兵，並於此役中生擒羌族丞相雅丹。第九十五回中，蜀軍與魏軍對陣，馬岱斬殺曹真先鋒陳造。

- 第一百四回中，諸葛亮病重將死，臨終前向長史楊儀囑託後事，稱讚以馬岱為首的幾位蜀將均是「忠諒死節之士，久經戰陣，多負勤勞，堪可委用」。另外，馬岱受諸葛亮密計，向後來起兵造反的魏延行詐降計，並於魏延陣前大呼「誰敢殺我」、鬆懈大意之時，從其身後施行突襲，親手斬之。馬岱殺了魏延後，蜀主劉禪論功行賞，以魏延之爵封予馬岱，成為「前督部鎮北將軍領丞相司馬涼州刺史都亭侯」。此後小說中再無馬岱下落。

### 戏曲
大平调与豫剧《收马岱》（即《对金抓》），写黄三耀独闯飞虎山，为女大王所擒结为夫妻，之后就是“兄弟相认”一折了。写黄三耀千里寻兄，与胞兄马超相认的故事。他们多年未见面，姓氏又不一样，他们是怎样相认的？戏中说他们有一件马家祖传暗器“金抓”，使得两军阵上黄三耀、马超以祖传“金抓”相对时，黄方知马就是自己胞兄（《三国演义》说他们是堂兄弟），在诸葛亮敦促下兄弟相认，黄三耀改名马岱，兄弟同保蜀汉。

### 動漫遊戲
- 《三國演義》
- 真三國無雙系列/無雙OROCHI系列（光榮公司開發，龍谷修武配音）
- 《蒼天航路》（王欣太）
- 《火鳳燎原》（陳某）

### 影视
- 中國中央電視台電視劇《三國演義》（1994年）：陈关欣、李建平
- 中國電視劇《三国》（2010年）：夏天
- 中國电视剧《武神赵子龙》（2016年）：王浩丞
- 中國電視劇《大軍師司馬懿之軍師聯盟》（2017年）：许占伟
- 中國電視劇《風起隴西》（2022年）：董浩然

## 延伸阅读
[在维基数据编辑]
 《三國志·卷36》，出自陳壽《三國志》
 在维基共享资源阅览影像